# Salom Mesa
Salom Mesa Espinoza (Guarebe, Guárico; 21 de agosto de 1919 – Caracas, 30 de abril de 1991) foi um político e anarquista venezuelano.

## Biografia

### Juventude
Salom Mesa nasceu em 21 de agosto de 1919 em Guarebe, uma vila do estado Guárico. Seus pais foram Hilario Mesa e Lucrecia Espinoza Guaz. Desde muito jovem Mesa dedicou-se a actividades agrícolas e do campo. Posteriormente instala-se na cidade de Caracas trabalhando como operário têxtil em 1939.

### Vida política
Em 1940 inscreve-se no Partido Democrático Nacional, sendo juramentado por Raúl Leoni. Mais tarde, continuaria sua militância em Ação Democrática ao fundar-se este partido em 1941. Nesta organização conheceu ao líder sindical Francisco Oliveira, quem acercou-o ao sindicalismo e ao conhecimento de diversas filosofias políticas. Assim mesmo, Mesa sempre manteve uma relação especial com o ex-presidente venezuelano Rómulo Galegos, quem também foi membro de Acção Democrática.
Mais adiante, desde fevereiro de 1950 actuou de maneira clandestina contra a ditadura de Marcos Pérez Jiménez. Em 1951 participou no resgate de Alberto Carnevali. Também em 1951 participou de uma insurreição onde foi preso e seria torturado, sem nunca delatar a seus colegas. Deste modo, estaria em vários cárceres venezuelanos até o 24 de janeiro de 1958, posterior à queda de Pérez Jiménez.
Foi deputado por Acção Democrática e secretário geral de organização deste partido.
Em 1967 funda junto com Luis Beltrán Prieto Figueroa o Movimento Eleitoral do Povo, partido político que surge a partir de problemas internos em Ação Democrática. Salom Mesa seria eleito três vezes consecutivas como deputado ao Congresso Nacional pelo Distrito Federal em representação do Movimento Eleitoral do Povo.
Durante sua actividade parlamentar denunciou o caso Serra Nevada, onde estaria implicado o então presidente venezuelano Carlos Andrés Pérez. Também fez parte da comissão que denunciou os assassinatos de Alberto Lovera e Jorge Antonio Rodríguez.
No primeiro Governo de Carlos Andrés Pérez, Mesa seria acusado de estar implicado no sequestro do industrial William Niehous. Seria retirada sua imunidade parlamentar; sobre isso Mesa declararia que: «…eu estou preso por vontade do presidente Carlos Andrés Pérez. Sou vítima de uma imensa covardia». Sairia do cárcere ao ser eleito novamente como deputado para um terceiro período como candidato do Movimento Eleitoral do Povo, sendo liberto em 1979.

#### Anarquismo
Posteriormente Salom Mesa chegaria ao anarquismo e ao socialismo libertário, afirmando em seu livro La vida me lo dijo. Elogio de la anarquía o seguinte:
Para mim a luta social tem sentido se ela tende à emancipaçao humana; e em quarenta e quatro anos de militância partidarísta, rodeado de gente pessoalmente boa em sua imensa maioria, me convencí de que mediante a ação política não será possível alcançar essa emancipação; que os filhos do povo como eu nada temos que fazer na politica nem nas funções governamentais; e que nossa missão e lutar para destruir toda a ordem social e política imperante, para logo construir uma ordem justa. Com fé no destino da humanidade, sem ressentimentos contra nenhum ser, decidi que os nos de vida que me restam estarei consagrado à propagar em nosso pais as ideias socialistas libertárias, cujo progresso, aqui e em todas as partes, talvez ofereça ao homem a possibilidade de viver em um estado digno de sua própria grandeza.

### Morte
É diagnosticado de um cancro em etapa muito avançada em 1983, falecendo o 30 de abril de 1991 às 11:05 p.m. na cidade de Caracas após cinco meses de sofrimento.

## Obras
Entre suas obras destacam:
- - El Gallo de Machillanda
  - Por un caballo y una mujer
  - Tres cuentos tres vidas
  - Cartas a Carlos
  - La vida me lo dijo. Elogio de la anarquía